# Un fil à la patte (film, 1925)
Pour plus de détails, voir Fiche technique et Distribution.
Un fil à la patte est un film français réalisé par Robert Saidreau, sorti en 1925. Il s'agit d'une adaptation de la pièce Un fil à la patte de Georges Feydeau.

## Fiche technique
- Titre français : Un fil à la patte
- Réalisation : Robert Saidreau
- Scénario : Georges Feydeau
- Pays d'origine : France
- Format : Noir et blanc - Film muet
- Genre : comédie
- Date de sortie : 24 avril 1925

## Distribution
- Marcelle Yrven
- Germain : Bouzin
- Armand Bernard : Armand de Bois d'Enghien
- Yane Exiane
- Suzy Pierson
- Charles Martinelli
- Marcel Vallée
- Louis Pré fils
- Luce Fabiole